# 戦慄怪奇ファイル 超コワすぎ!FILE-01【恐怖降臨!コックリさん】
『戦慄怪奇ファイル 超コワすぎ! FILE-01 恐怖降臨!コックリさん』は、2015年製作、2015年7月3日発売のビデオ作品。

## 概要
フェイクドキュメンタリースタイルのホラー作品、『戦慄怪奇ファイル コワすぎ!』シリーズのリスタート版。タイトルが一部変更され、本作より『戦慄怪奇ファイル 超コワすぎ!』となる。
渋谷アップリンクで初上映された。6月13日にニコニコ生放送で「超コワすぎ!FILE-01」DVD発売前先行上映された。同日の本作放送時間の前後には「生でコワすぎ！ -工藤、市川、田代があの場所から生中継- 」と題した生放送番組が放送された。6月27日から7日間、京都・立誠シネマにてDVD発売前先行上映された。7月18日から5日間、名古屋・シネマスコーレにて「超コワすぎ!FILE-01」「超コワすぎ!FILE-02」が一挙上映された。
DVD特典映像には白石晃士監督による「コワすぎ!通信」と予告編が収録されている。

## あらすじ
最終章において、異空間からの侵略から世界を救う大役を果たし、歴史が修正・再構築された後の世界。工藤は鬼神兵に起因する過去の呪縛から解放されたものの、金欠は相変わらず。前の世界での記憶を失っているにもかかわらず、工藤、市川、田代の3人は巡り合わせでこの世界でもホラードキュメンタリーを制作していた。『コワすぎ！』シリーズを6作も制作するも鳴かず飛ばずだったことを重く見た工藤仁は、更に借金を重ねた上でシリーズを「超コワすぎ!」へとリニューアル。新たに都市伝説・コックリさんを調査することにする。
投稿者の祥子と純は、友達の新菜と3人でコックリさんを行った後から様々な異変が起き始めたといい、工藤たちに助けを求めていた。工藤たちがコックリさんの再現を行うと、少女たちは狐憑きの状態になり、工藤たちに襲い掛かる。工藤はニンニクを使って狐狗狸を追い払い、再びコックリに挑むが、今度は工藤がコックリにとり憑かれてしまった…かに思われたその時、新菜が突然の告白を始める。
実は新菜は狐使いの家系で、今までの騒ぎは仲間はずれされた腹いせで起こしたが、途中から狐の制御に失敗してしまっていたと言うのだ。祥子・純と和解した新菜は今まで使役していた狐を破棄すると言い残し、工藤の新たな武器となる「狐の尻尾」を預けて去っていった。

## キャスト
- 工藤仁：大迫茂生

以前にも増して勢いが増しており、気性の荒い部分は変わってないが、子供視聴者を気に掛けたりする等やや善良な面や、殺人を犯す事で務所に行きになり仕事ができなくる事を恐れている等保身的な面も今作では若干目立つ。
- 市川実穂：久保山智夏

今までとは違い歴史の変化で兄が霊感を持つ人間と化しており、怪奇的な事を信じる性格となっている。
- 田代正嗣：白石晃士
- 倉本新菜：紅甘
- 松田祥子：寺内絵美子
- 栗原純：松竹史桜
- 梅田慎一：久住翠希

## スタッフ
- 監督・脚本・撮影・VFX：白石晃士
- 製作統括：原啓二郎
- プロデューサー：三上真弘、田坂公章
- 助監督：平波亘
- 制作：平波亘
- 録音：根本飛鳥
- 特殊造形：相蘇敬介
- イラスト：相蘇敬介
- ヘアメイク：村木アケミ
- スチール：伴貞良
- 編集：宮崎歩
- 予告編：宮崎歩
- 特殊造形助手：堤瑠衣子、根岸弥生、鈴木雪香
- イラスト助手：青木結衣
- 演出応援：谷口恒平
- 特典映像編集：谷口恒平
- 制作応援：笹沼美冬、石川領一、岩切一空
- 撮影助手見習い：本荘在右
- 制作デスク：立石倫子
- 制作プロダクション：ビデオプランニング
- 制作協力：日本出版販売
- 製作：ニューセレクト
- 販売：アルバトロス
- 発売：プライムウェーブ